# 리오 올 스위트 호텔 앤드 카지노
리오 올 스위트 호텔 앤드 카지노(영어: Rio All Suite Hotel and Casino)는 미국 네바다주 패러다이스에 위치한 카지노 호텔이다. 간단히 더 리오(The Rio)라고 잘 알려져 있으며, 시저스 엔터테인먼트가 소유 및 운영하고 있다. 리오는 라스베이거스 지역에서 모든 곳이 스위트룸으로 되어있는 첫 리조트이다. 또한, 호텔 명은 브라질의 리우데자네이루에서 따온 것이며, 테마 또한 브라질로 하고 있다. 더 리오는 월드 시리즈 오브 포커의 대회장으로도 사용되고 있다.